# František Babka (1973)
František Babka (* 29. červenec 1973 Kladno) je český basketbalista, reprezentant, vicemistr Československa 1990.
V československé basketbalové lize hrál za klub Sparta Praha (1990-1992, 2 sezóny) a získal stříbrnou medaili za druhé místo v československé lize v roce 1991 a páté místo v roce 1992. V sezóně 1992-1993 byl hráčem týmu Davidson College, univerzitní soutěž NCAA, Southern Conference. V české basketbalové lize hrál za Spartu Praha (1993-1999, 5 sezón) a získal bronzovou medaili v roce 1994, dvě pátá, sedmé a deváté místo. Celkem zaznamenal 1377 bodů. V sezóně 1997/1998 hrál za Stavex Brno a skončili na 4. místě. V ALL STAR české basketbalové ligy hrál ve dvou zápasech (1995, 1996).
S týmem Sparta Praha se zúčastnil 4 ročníků FIBA Poháru Korač v letech 1994 až 1997, zaznamenal celkem 130 bodů v 11 zápasech FIBA evropských pohárů klubů.
Za reprezentační družstvo Československa juniorů hrál v roce 1990 na Mistrovství Evropy v basketbale junorů v Groningenu (Holandsko) a skončili na 11. místě. Odehrál 3 zápasy a zaznamenal 2 body. Za reprezentační družstvo Československa mužů hrál v kvalifikaci na Mistrovství Evropy 1997 a zaznamenal 24 bodů v 7 zápasech. Za Českou republiku hrál v roce 1995 na Univerziádě Fukuoka (Japonsko) a skončili na 4. místě.  

## Hráčská kariéra

### Kluby
- 1990-1992 Sparta Praha - vicemistr (1991), 5. místo (1992)
  - Československá basketbalová liga celkem 2 sezóny (1990-1992) a 8 bodů
- 1992-1993 člen týmu Davidson College, univerzitní soutěž NCAA, Southern Conference
- 1993-1997 Sparta Praha - 3. místo (1994), 2x 5. místo (1995, 1996), 9. místo (1997)
- 1997-1998 Stavex Brno - 4. místo (1998)
- 1998-1999 Sparta Praha - 7. místo (1999)
  - Česká basketbalová liga (1993-1999, 6 sezón, 1369 bodů)
- V československé a české basketbalové lize celkem 8 sezón a 1377 bodů
- ALL STAR české basketbalové ligy - hrál ve dvou zápasech (1995, 1996)

### FIBA Evropské basketbalové poháry klubů
- Sparta Praha
- FIBA Poháru Korač
  - 1993/94 postup přes švýcarský Lugano Basket (101-66, 98-71), vyřazení tureckým Fenerbahce Istanbul (96-87, 56-95), na utkání v Istanbulu bylo 13 tisíc diváků.
  - 1994/95 vyřazení rozdílem 8 bodů ve skóre belgickým Okapi BBC Aalst (75-91, 68-60)
  - 1995/96 vyřazení francouzským JDA Dijon(51-78, 69-71).
  - 1996/97: postup přes polský klub Polonia Przemysl, účast ve skupině s Levallois SC, Francie (59-72, 45-82), Benston Zagreb, Chorvatsko (63-90, 41-60) a Maccabi Rishon, Izrael (69-94, 80-84)
- František Babka celkem 130 bodů v 11 zápasech FIBA evropských pohárů klubů

### Československo a Česká republika
- Mistrovství Evropy v basketbale juniorů 1990, Československo 11. místo, 2 body ve 3 zápasech
- Mistrovství Evropy 1997, kvalifikace, 24 bodů, 7 zápasů
- Za reprezentační družstvo mužů České republiky v roce 1997 celkem 7 utkání.
- Univerziáda 1995 Fukuoka, Japonsko - Česká republika, 4. místo